# Cymothoe styx
Cymothoe styx är en fjärilsart som beskrevs av Heinrich Neustetter 1952. Cymothoe styx ingår i släktet Cymothoe och familjen praktfjärilar. Inga underarter finns listade i Catalogue of Life.